# Solidarność (przedsiębiorstwo)
Firma Cukiernicza „Solidarność” Sp. z o.o. – byłe przedsiębiorstwo z siedzibą w Lublinie specjalizujące się w produkcji wyrobów cukierniczych, założone 4 czerwca 1952 roku.
FC „Solidarność” do momentu przejęcia była największym polskim producentem markowych pralin. Jej sztandarowym produktem była Śliwka Nałęczowska w czekoladzie. Główny zakład produkcyjny zlokalizowany był w Lublinie. W 2012 roku firma zatrudniała ponad 1000 osób.
Pierwotnym właścicielem była Spółdzielnia Pracy Przemysłu Spożywczego „Solidarność”, przekształcona następnie w spółkę z ograniczoną odpowiedzialnością.
W 2013 roku spółka została zakupiona przez spółkę Colian Sweet (która zakupiła 77,4% udziałów), kontrolowaną przez giełdową spółkę Colian SA. Od tej pory zakłady produkcyjne FC „Solidarność” są filią spółki Colian, a sama nazwa („Solidarność”) jedynie znakiem towarowym.